# Театры Узбекистана

Список театров Узбекистана:

### Ташкент
- Театр Ильхом
- Академический русский драматический театр Узбекистана
- Государственный Академический Большой Театр имени Алишера Навои
- Узбекский национальный академический драматический театр[1][2]
- Республиканский театр юного зрителя Узбекистана
- Молодежный театр Узбекистана
- Республиканский кукольный театр
- Республиканский театр сатиры имени Абдуллы Каххара
- Ташкентский театр кукол-марионеток («Theatre-Studio Silk Route Marionettes»)[3]
- Ташкентский государственный театр музыкальной комедии (Оперетты)
- Государственный драматический театр Узбекистана
- Узбекский театр музыкальной драмы и комедии имени Мукими
- Театр танца «Офарин»[4]
- Театр студия Бахадыра Юлдашева "Дийдор"
- Театр Ильхома Рузматова "Ilkhom-2"
- Само театр эстрады

### Андижан
- Государственный театр драмы и комедии им. Ахунбабаева

- Государственный кукольный театр города Андижан

- Театр студия "Ватан" (Родина)

- Андижанский театр молодежи

### Бухара
- Бухарский областной театр кукол

### Гулистан
- Сырдарьинский областной театр музыкальной драмы

### Коканд
- Кокандский городской музыкально-драматический театр имени Хамзы

### Нукус
- Каракалпакский музыкально-драматический театр имени К. С. Станиславского[5]
- Каракалпакский государственный музыкальный театр имени Бердаха
- Каракалпакский государственный театр кукол
- Каракалпакский государственный театр юного зрителя имени С. Ходжаниязова

### Самарканд
- Самаркандский областной театр музыки и драмы имени Хамида Алимджана
- Самаркандский областной русский драматический театр имени А.П.Чехова
- Самаркандский областной театр кукол имени А.Джураева

### Термез
- Сурхандарьинский областной театр кукол

### Ургенч
- Хорезмский областной театр музыкальной драмы имени Огахий

### Хива
- Хорезмский областной театр кукол

### Фергана
- Ферганский государственный областной русский драматический театр
- Ферганский областной театр музыкальной драмы имени Юсуф-кизик Шакаржанова